# WinNc
WinNc is een bestandsbeheerprogramma voor Windows en is ontwikkeld door het Nederlands multimediabedrijf Dunes MultiMedia. WinNc is gebaseerd op de gebruikersinterface van Norton Commander. Voordelen van het programma ten opzichte van de gangbare Verkenner zijn de twee panels met de bijbehorende snelle toetsenbordnavigatie, de betere ondersteuning voor gecomprimeerde archieven en de ingebouwde tools voor het vergelijken en hernoemen van bestanden. Daarnaast heeft WinNc veel nieuwe functies erbijgekregen, zoals ondersteuning voor FTP en moderne media. Verder heeft WinNc ondersteuning voor vele talen.